# بابکن چوگاسزیان
بابکن لِوُنی چوگاسزیان (ارمنی: Բաբկեն Լևոնի Չուգասզյան؛ انگلیسی: Babken Levoni Chʻugaszyan؛ ۱۸ مارس ۱۹۲۳–۲ نوامبر ۱۹۹۷) ایران‌شناس، خاورشناس و لغت‌شناس اهل ایران-ارمنستان بود.

## زندگی‌نامه
وی در ۱۸ مارس ۱۹۲۳ (۱۳۰۲) در تبریز متولد شد. دورهٔ ابتدایی را در مدرسه ارامنه هایکازیان-تاماریان، تبریز گذراند و دورهٔ متوسطه را در دبیرستان‌های ابن سینا، سعدی و فردوسی به پایان برد.
بابکن چوگاسزیان در سال ۱۹۴۶ (۱۳۲۵)، همراه با خانوادهٔ خود به ارمنستان مهاجرت کرد. در همان سال وارد دانشگاه دولتی ایروان شد و رشتهٔ زبان و ادبیات ارمنی را در سال ۱۹۵۱ به پایان رسانید و دورهٔ نامزدی علوم را در فاصلهٔ سال‌های ۱۹۵۴–۱۹۵۷ در آکادمی علوم ارمنستان سپری کرد.
چوگاسزیان از سال ۱۹۶۵ تا ۱۹۹۴ قائم مقام ریاست ماتناداران ایروان بود و تا پایان عمر به عنوان پژوهشگر و عضو هیئت علمی در آنجا به کار و تحقیق پرداخت و آثار فراوانی از خود به جای نهاد، از آن جمله اند پیوندهای ادبی ارمنیان و ایرانیان از قرن پنجم تا هجدهم (۱۹۶۳)، پندنامه نوشیروان (۱۹۶۶) و گئورگ دبیر پالاتی (۱۹۹۴). کتاب اخیر شرح احوال و آثار یکی از پیشگامان علم خاورشناسی و ایران‌شناسی در ارمنستان است که در فاصلهٔ سال‌های ۱۷۳۷ تا ۱۸۱۳ می‌زیست.
چوگاسزیان در سفر به کشورهای دیگر، در راستای گردآوری و بازگردانی دستنوشته‌های نادر ادبیات ارمنی به ماتناداران ایروان کوشش فراوان به کار می‌بست و دو اثر خود به نام‌های در جستجوی دستنوشته‌ها (۱۹۸۲) و در جهان دستنوشته‌ها (۱۹۸۵) را در همین زمینه به رشتهٔ تحریر درآورد. در سال‌های اخیر با تلاش فراوان، در کار تنظیم و انتشار فرهنگنامهٔ ارمنیان ایران بود که متأسفانه به اتمام نرسید. ایرانی‌تباران بنام ارمنستان آخرین اثر او بود که به سال ۱۹۹۷ در ایروان منتشر گردید. بابکن چوگاسزیان پس از یک دورهٔ بیماری طولانی، در ۲ نوامبر ۱۹۹۷ (۱۳۷۶) در سن ۷۴ سالگی در ایروان درگذشت.

## تالیفات
- پیوندهای ادبی ارمنیان و ایرانیان از قرن پنجم تا هجدهم (۱۹۶۳)
- پندنامه نوشیروان (۱۹۶۶)
- گئورگ دبیر پالاتی (۱۹۹۴)
- در جستجوی دست‌نوشته‌ها (۱۹۸۲)
- در جهان دستنوشته‌ها (۱۹۸۵)
- ایرانی‌تباران بنام ارمنستان